# Eternal Dream
Albums de dream
Process
(2002) Dream World
(2003)
Singles
1. Sincerely ~Ever Dream~
Sortie : 31 octobre 2001

 Eternal Dream  (titré : eternal dream) est la première compilation du groupe Dream.

## Présentation
Le double album, produit par Max Matsura, sort le 26 juin 2002 au Japon sous le label avex trax, quatre mois seulement après le précédent album du groupe, Process. Il atteint la 9e place du classement Oricon, et reste classé pendant quatre semaines. Il restera le deuxième album le plus vendu du groupe.
Il contient deux disques : le premier est une compilation de quatorze titres choisis par les fans sur le site officiel du groupe, dont huit sortis en singles (deux en "face B"), incluant les deux titres du single Sincerely ~Ever Dream~ sorti deux semaines auparavant qui ne figureront sur aucun album original. Les six autres titres sont tirés des deux albums originaux du groupe sortis jusqu'alors, Dear... et Process.
Le deuxième disque est un mega-mix non stop de vingt titres mixés ensemble, quinze dans une de leurs versions remixées et cinq dans leur version d'origine ; toutes ces versions étaient déjà parues individuellement sur les disques du groupe.
C'est le dernier disque sorti par la formation originale du groupe, en trio ; il sort en effet à l'occasion du départ d'une des membres, Mai Matsumuro, également principale parolière, qui sera remplacée peu après par six nouvelles membres.

## Formation
- Mai Matsumuro
- Kana Tachibana
- Yū Hasebe

## Liste des titres
(Pour les crédits des titres, voir les articles de leurs disques d'origine)
| CD1 : dream Best Selection | CD1 : dream Best Selection                                       | CD1 : dream Best Selection                    | CD1 : dream Best Selection | CD1 : dream Best Selection | CD1 : dream Best Selection | CD1 : dream Best Selection | CD1 : dream Best Selection | CD1 : dream Best Selection | CD1 : dream Best Selection |
| No                         | Titre                                                            | Disque d'origine                              | Durée                      |                            |                            |                            |                            |                            |                            |
| -------------------------- | ---------------------------------------------------------------- | --------------------------------------------- | -------------------------- | -------------------------- | -------------------------- | -------------------------- | -------------------------- | -------------------------- | -------------------------- |
| 1.                         | Movin' On (Movin' on)                                            | 1er single, de l'album Dear...                | 4:09                       |                            |                            |                            |                            |                            |                            |
| 2.                         | "Puzzle" (「パズル」)                                            | de l'album Process                            | 4:34                       |                            |                            |                            |                            |                            |                            |
| 3.                         | Cattleya (カトレア)                                              | de l'album Dear...                            | 4:58                       |                            |                            |                            |                            |                            |                            |
| 4.                         | Don't Forget Memory (Don't forget memory)                        | de l'album Process                            | 5:11                       |                            |                            |                            |                            |                            |                            |
| 5.                         | Negai (願い)                                                     | de l'album Process                            | 4:33                       |                            |                            |                            |                            |                            |                            |
| 6.                         | My Will (My will)                                                | 6e single, de l'album Dear...                 | 5:21                       |                            |                            |                            |                            |                            |                            |
| 7.                         | Answer                                                           | de l'album Process                            | 4:23                       |                            |                            |                            |                            |                            |                            |
| 8.                         | Message                                                          | Face B du 13e single Sincerely ~Ever Dream~   | 5:29                       |                            |                            |                            |                            |                            |                            |
| 9.                         | Get Over                                                         | 11e single, de l'album Process                | 5:13                       |                            |                            |                            |                            |                            |                            |
| 10.                        | Stay: Now I'm Here (Brilliant Version) (STAY ~now I'm here~ ...) | 10e single dans sa version de l'album Process | 5:46                       |                            |                            |                            |                            |                            |                            |
| 11.                        | Breakin' Out                                                     | du 2e single Heart on Wave / Breakin' Out     | 4:44                       |                            |                            |                            |                            |                            |                            |
| 12.                        | Brave (brave)                                                    | de l'album Dear...                            | 5:14                       |                            |                            |                            |                            |                            |                            |
| 13.                        | Sincerely ~Ever Dream~ (SINCERELY ~ever dream~)                  | 13e single (inédit en album original)         | 5:08                       |                            |                            |                            |                            |                            |                            |
| 14.                        | Heart on Wave                                                    | du 2e single et de l'album Dear...            | 4:47                       |                            |                            |                            |                            |                            |                            |
| 69:29                      |                                                                  |                                               |                            |                            |                            |                            |                            |                            |                            |

| CD2 : dream Mega Mix Non-Stop | CD2 : dream Mega Mix Non-Stop                                 | CD2 : dream Mega Mix Non-Stop                   | CD2 : dream Mega Mix Non-Stop | CD2 : dream Mega Mix Non-Stop | CD2 : dream Mega Mix Non-Stop | CD2 : dream Mega Mix Non-Stop | CD2 : dream Mega Mix Non-Stop | CD2 : dream Mega Mix Non-Stop | CD2 : dream Mega Mix Non-Stop |
| No                            | Titre                                                         | Disque d'origine (du remix)                     | Durée                         |                               |                               |                               |                               |                               |                               |
| ----------------------------- | ------------------------------------------------------------- | ----------------------------------------------- | ----------------------------- | ----------------------------- | ----------------------------- | ----------------------------- | ----------------------------- | ----------------------------- | ----------------------------- |
| 1.                            | Movin' On (Dub's Not Illegal Mix) (Movin' on ...)             | du single Movin' On                             | 4:59                          |                               |                               |                               |                               |                               |                               |
| 2.                            | Get Over (Flutlicht Vocal Mix)                                | du single Yourself                              | 4:34                          |                               |                               |                               |                               |                               |                               |
| 3.                            | Access to Love (Y&Co. Tast Mix) (access to love ...)          | du single Movin' On                             | 4:39                          |                               |                               |                               |                               |                               |                               |
| 4.                            | Our Time (Kid Vicious Remix) (Our time ...)                   | du single Stay: Now I'm Here                    | 4:34                          |                               |                               |                               |                               |                               |                               |
| 5.                            | Free As the Wind (Original Mix) (FREE AS THE WIND ...)        | de l'album Dear...                              | 2:19                          |                               |                               |                               |                               |                               |                               |
| 6.                            | Destine (Original Mix) (destine ...)                          | de l'album Process                              | 1:56                          |                               |                               |                               |                               |                               |                               |
| 7.                            | Believe in You (Original Mix) (Believe in you ...)            | du single Believe in You et de l'album Dear...  | 2:17                          |                               |                               |                               |                               |                               |                               |
| 8.                            | Solve (Hex Hector Remix) (solve ...)                          | du single Our Time                              | 2:59                          |                               |                               |                               |                               |                               |                               |
| 9.                            | Heart on Wave (2FT Mix) (Heart on wave ...)                   | du single Heart on Wave / Breakin' Out          | 4:00                          |                               |                               |                               |                               |                               |                               |
| 10.                           | Yourself (Dub's Unrestricted Remix)                           | du single Yourself                              | 5:13                          |                               |                               |                               |                               |                               |                               |
| 11.                           | Send a Little Love (Beatwave Remix) (send a little love ...)  | du single Reality                               | 4:16                          |                               |                               |                               |                               |                               |                               |
| 12.                           | Private Wars (Dub's Hyper Club Remix) (Private wars ...)      | du single Private Wars                          | 4:41                          |                               |                               |                               |                               |                               |                               |
| 13.                           | Start Me Up (Landscape Mix) (Start me up (landscape Mix))     | du single Private Wars                          | 3:26                          |                               |                               |                               |                               |                               |                               |
| 14.                           | Stay & Solve (Beatwave Anthem Mix) (STAY & solve ...)         | des singles Stay: Now I'm Here et Solve         | 1:49                          |                               |                               |                               |                               |                               |                               |
| 15.                           | W.h.y (D-Z Dream Stride Mix) (w.h.y (D-Z DREAM STRIDE Mix))   | du single My Will                               | 3:37                          |                               |                               |                               |                               |                               |                               |
| 16.                           | My Will (Sweet Dream Mix) (My will (sweet dream Mix))         | du single Believe in You                        | 3:11                          |                               |                               |                               |                               |                               |                               |
| 17.                           | Reality (Eurobeat Mix) (reality (EUROBEAT Mix))               | du single Reality                               | 1:58                          |                               |                               |                               |                               |                               |                               |
| 18.                           | Do you Wanna Dance (DO YOU WANNA DANCE)                       | de l'album Euro "Dream" Land                    | 0:55                          |                               |                               |                               |                               |                               |                               |
| 19.                           | Breakin' Out (Euro Power Mix) (Breakin' out (EURO POWER Mix)) | de l'album Euro "Dream" Land                    | 1:59                          |                               |                               |                               |                               |                               |                               |
| 20.                           | Night of Fire (Euro Mix) (NIGHT OF FIRE (EURO MIX))           | du single Night of Fire et de Euro "Dream" Land | 3:12                          |                               |                               |                               |                               |                               |                               |
| 65:42                         |                                                               |                                                 |                               |                               |                               |                               |                               |                               |                               |